# Krzyż Pribiny
Krzyż Pribiny (słow. Pribinov kríž) – słowackie odznaczenie państwowe, nadawane obywatelom Republiki Słowackiej za wybitne zasługi i działalność na rzecz rozwoju gospodarczego, społecznego i kulturalnego kraju.
Krzyż Pribiny ustanowiono ustawą nr 37/1994 z dnia 2 lutego 1994. Nosi imię Pribiny – pierwszego znanego władcy na ziemiach dzisiejszej Słowacji.
Odznaczenie jest trzyklasowe. W kolejności odznaczeń słowackich zajmuje miejsce po Krzyżu Milana Rastislava Štefánika.
Z tytułu pełnienia urzędu, każdorazowy Prezydent Republiki Słowackiej jest Kawalerem Krzyża Pribiny I Klasy.
| Insygnia Krzyża Pribiny | Insygnia Krzyża Pribiny | Insygnia Krzyża Pribiny |
| ----------------------- | ----------------------- | ----------------------- |
| I Klasa                 | II Klasa                | III Klasa               |
| Baretki Krzyża Pribiny  |                         |                         |
| I Klasa                 | II Klasa                | III Klasa               |